# إيفا أولسافسكي
إيفا أولسافسكي (بودابست، 18 سبتمبر 1929 - 27 فبراير 2021) كانت ممثلة مجرية. شاركت في تأسيس المسرح الوطني في عام 1980 ومسرح كاتونا جوزيف في عام 1982.